# Кладбище защитников Львова
Кла́дбище защи́тников Льво́ва (пол. Cmentarz Obrońców Lwowa, Cmentarz Orląt Lwowskich) — воинское захоронение во Львове (Украина), составляющее часть Лычаковского кладбища, на котором похоронены польские добровольцы Львова, а также солдаты павшие в ходе Польско-украинской войны (1918−1919) в боях против подразделений Западно-Украинской народной республики.
Часто называется Кла́дбищем или Мемориа́лом льво́вских орля́т или просто Кла́дбище (Мемориа́л) орля́т по героическому наименованию молодых польских добровольцев и солдат (в том числе подростков) «львовские орлята», принимавших участие в боях за город, в том числе занимавших позиции непосредственно на Лычаковском кладбище, где многие из них погибли и похоронены.
Однако на самом деле сам мемориал орлятам составляет хоть и главную, но лишь часть Кладбища защитников Львова. (Хотя в расширительном смысле Мемориалом львовских орлят можно назвать и всё Кладбище защитников Львова.)

## Строительство мемориала
В 1920-е годы здесь был сооружён «Мемориал орлят», куда поместили прах взрослых и подростков, павших в боях за Польшу. Мемориал играл важную роль в формировании новейшего польского патриотизма и национализма, доказывалось, что на борьбу с регулярными воинскими формированиями украинцев поднялось польскопатриотичное гражданское население Львова, в том числе женщины и дети.
В «Мемориале» также были похоронены останки лётчиков-добровольцев из США и военных советников из французской миссии под командованием Шарля Де Голля, сражавшихся в составе польских войск.
Проект «Мемориала» был подготовлен Рудольфом Индрухом, студентом института архитектуры и бывшим орлёнком. Скульптор проекта — Казимеж Сокальский.
Среди самых известных орлят, погребённых здесь, можно отметить 14-летнего Юрека Бичана, самого молодого защитника города, чьё имя вошло в польскую культуру межвоенного периода.
Польские власти хоронили в мемориале не только католиков, но и иудеев, униатов и лиц других конфессий, также воевавших в польской армии.
В 1925 останки одного из неизвестных защитников Львова были перенесены отсюда в Могилу Неизвестного Солдата в Варшаве.

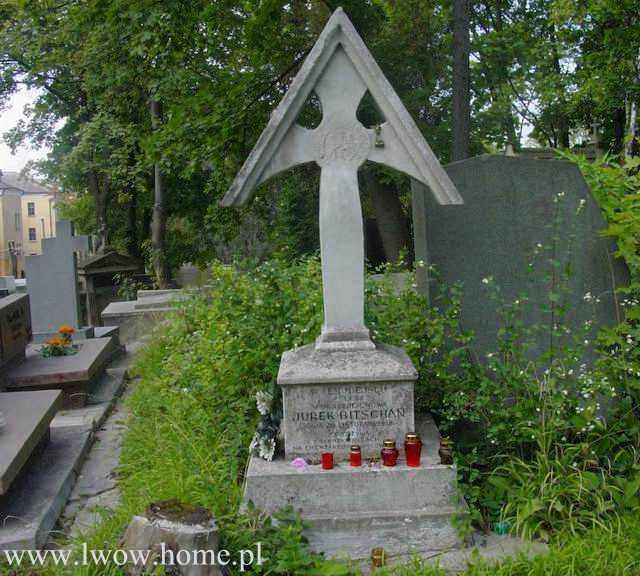
Место смерти 14-летнего Юрека Бичана, погибшего на Лычаковском кладбище
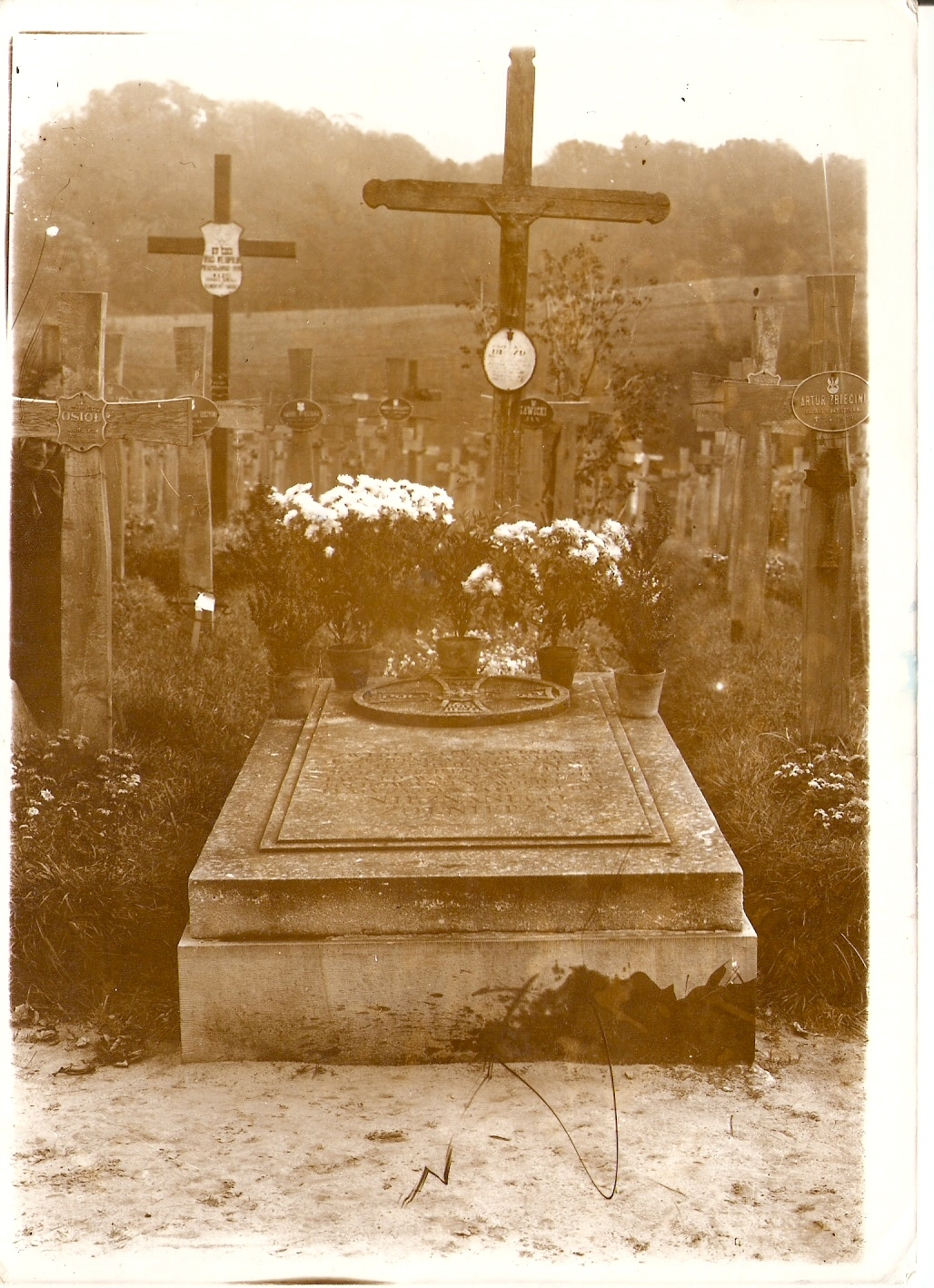
Могила, из которой был взят прах неизвестного солдата, до перенесения останков в Варшаву, ок. 1924.
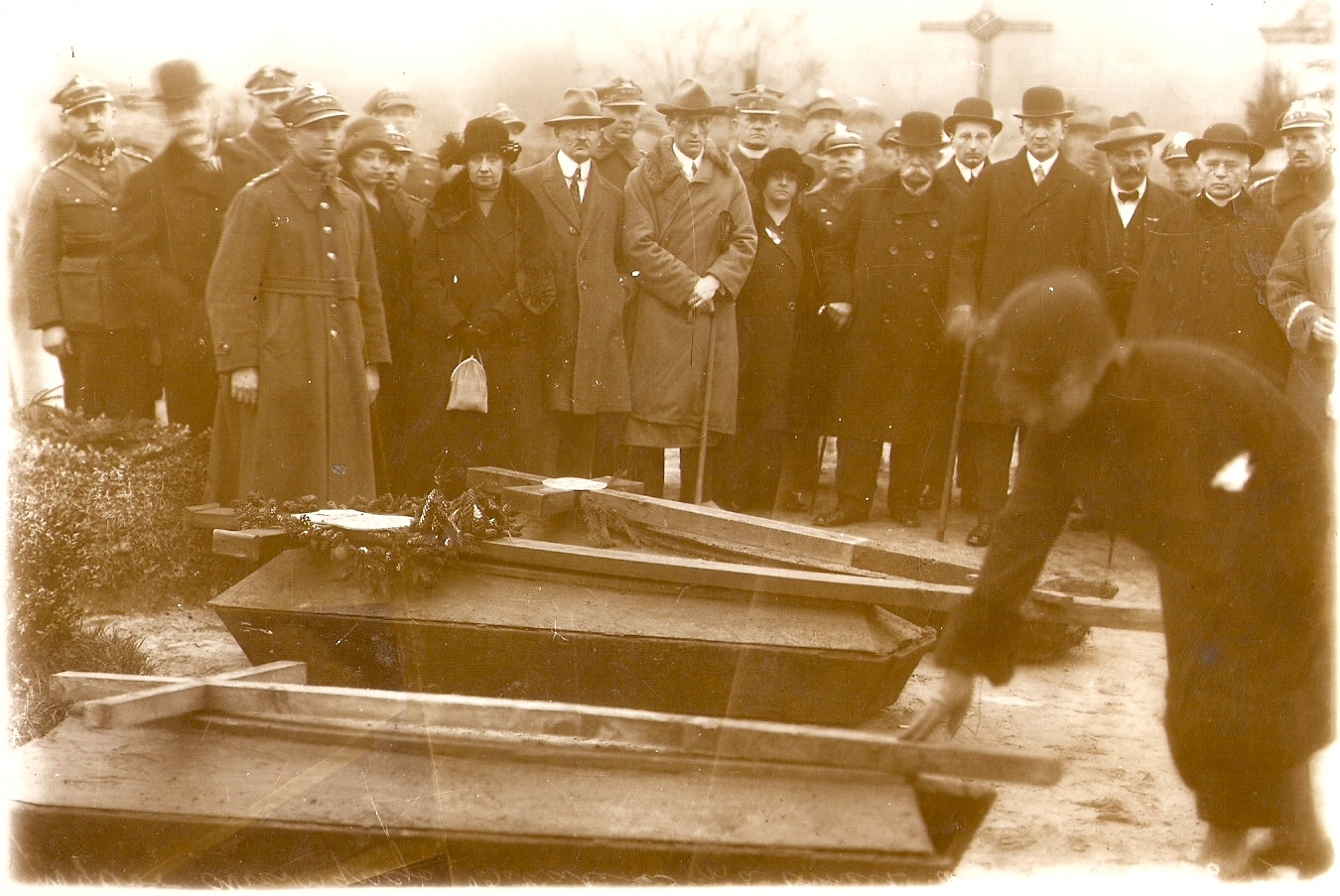
Выбор гроба с останками неизвестного солдата для перенесения в Варшаву, 1925.
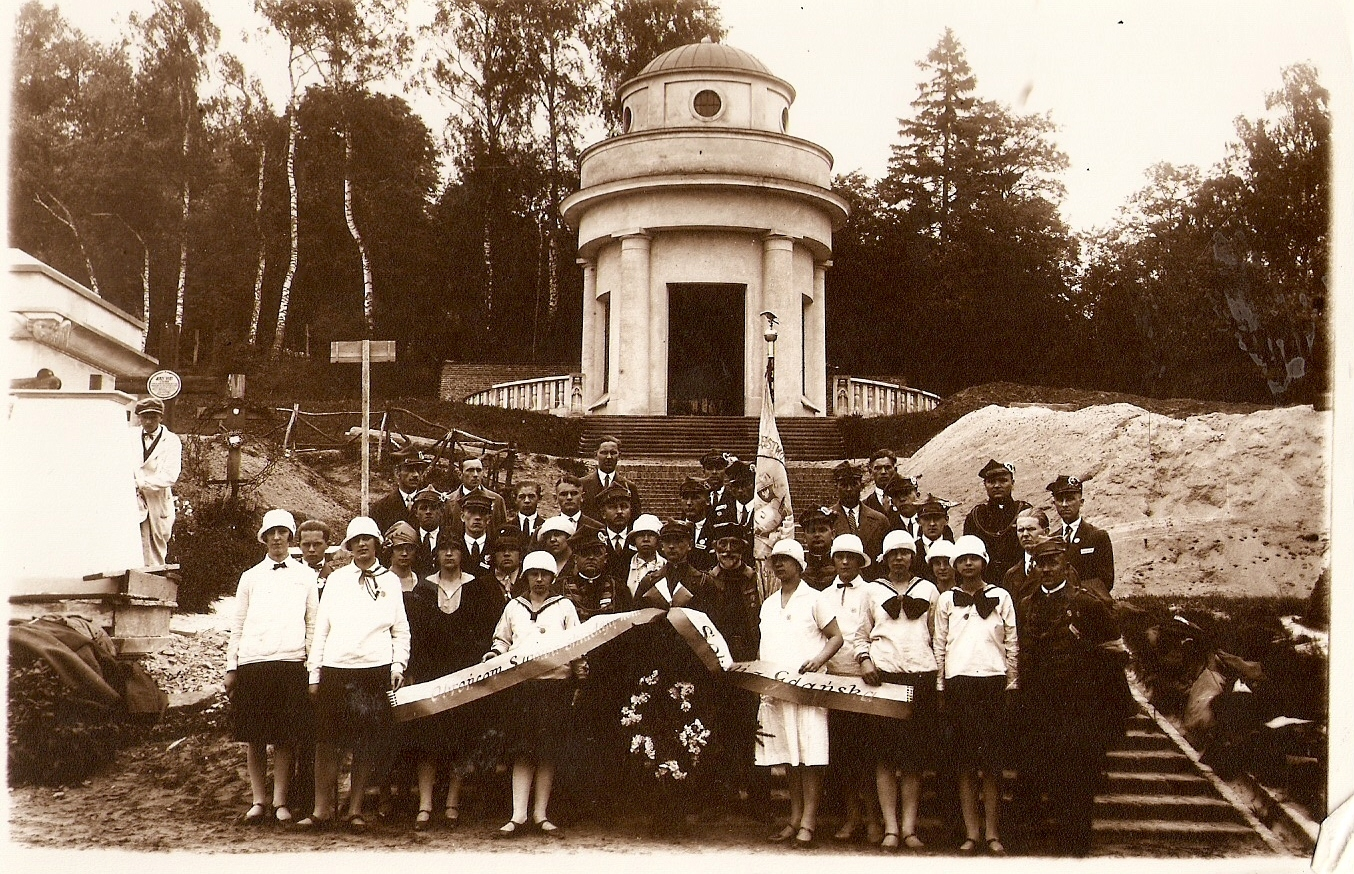
Паломники из Гданьска на строительстве мемориала. Вид на часовню. 1920-е гг.
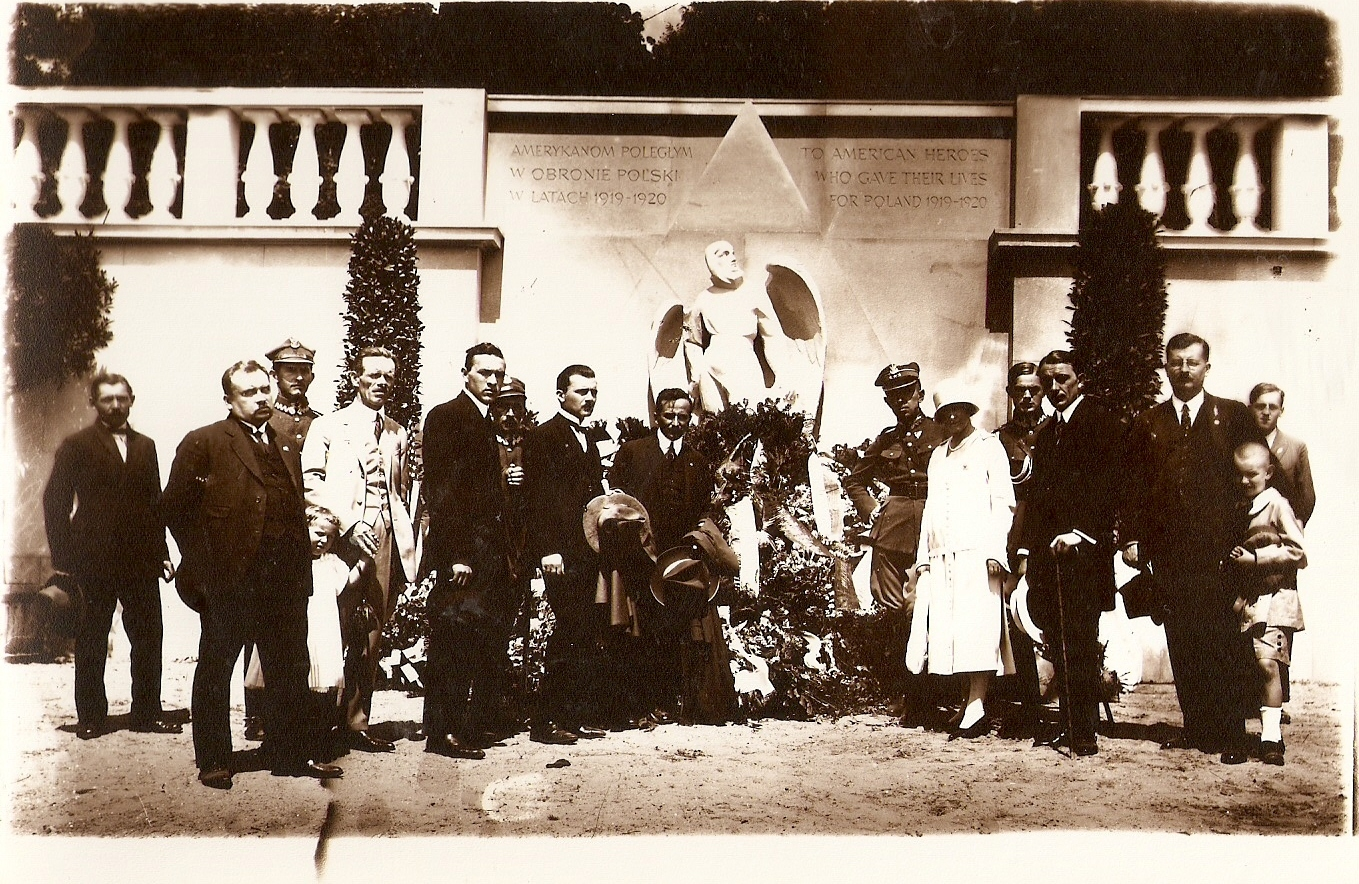
Памятник американским лётчикам, 1920-е гг.

## Разрушение

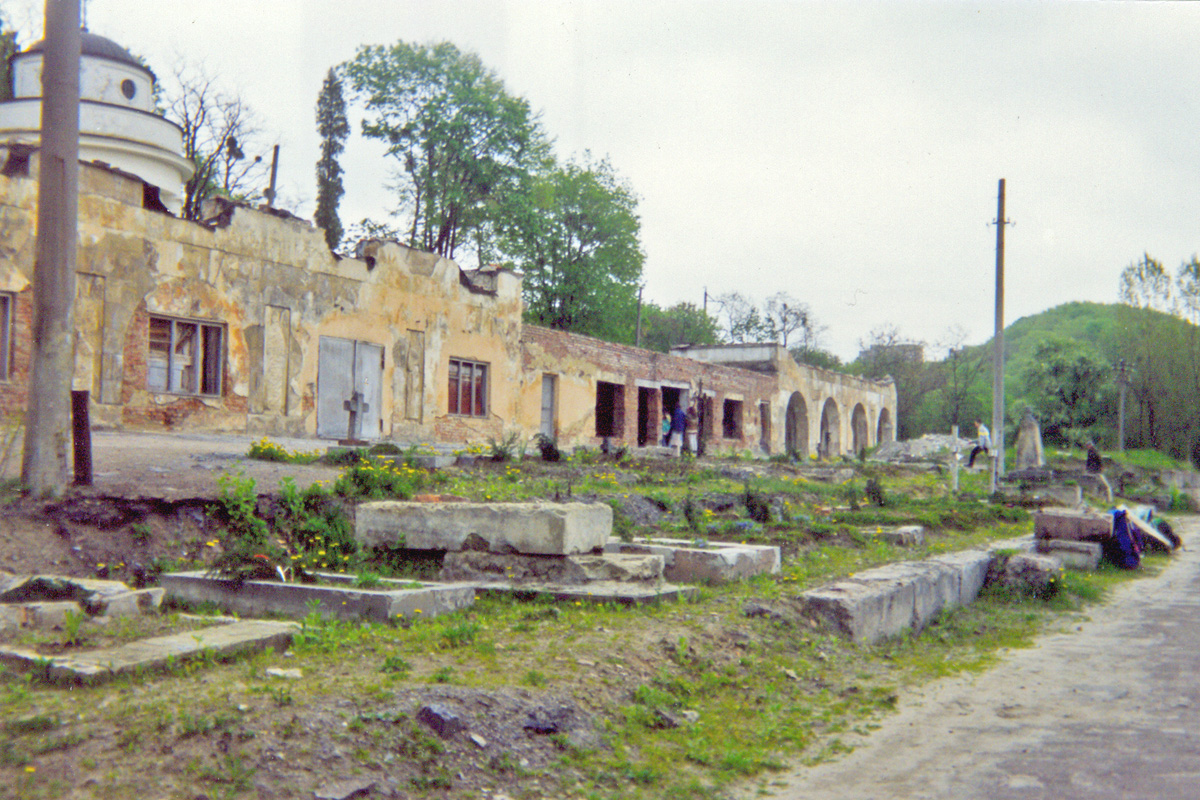
Разрушенный мемориал орлят (фото 1997 года)

«Мемориал орлят» был разрушен советскими властями в 1951 году. В 1956 году центральное надгробие «Могилы неизвестного солдата» было вывезено в Польшу, а остатки снесены бульдозерами в 1971.

## Восстановление мемориала

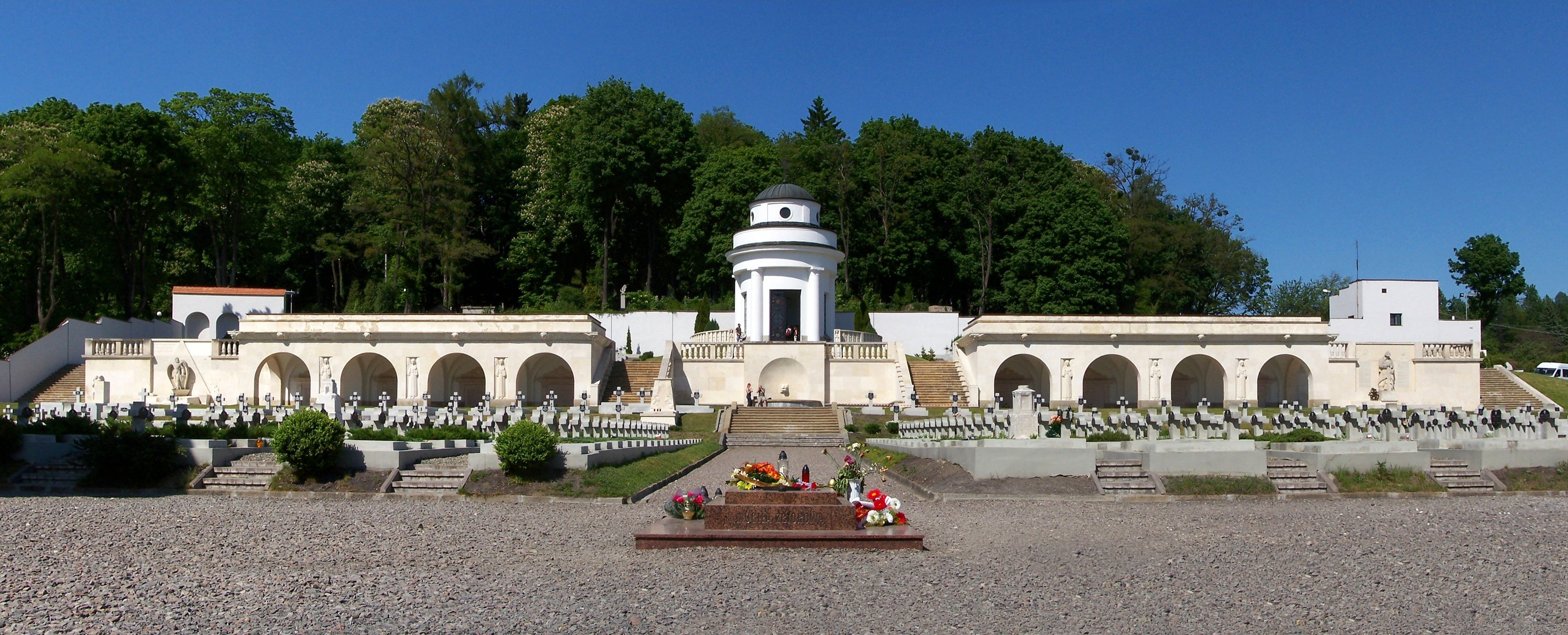
Восстановленное кладбище львовских орлят

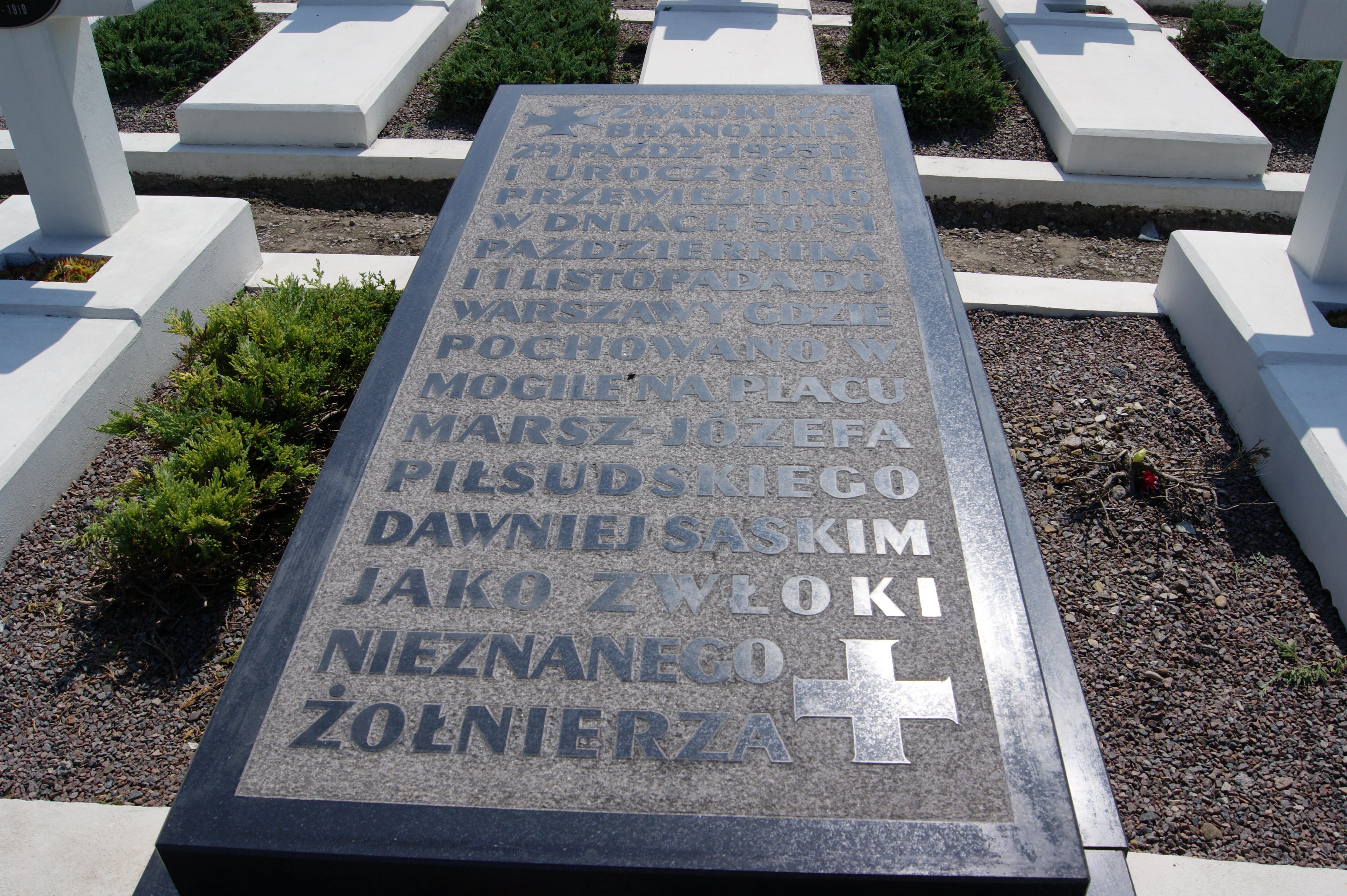
Отреставрированная мемориальная могила Неизвестного Солдата мемориала Львовских Орлят — с этого места были взяты останки и перевезены в Варшаву

Восстановление мемориала началось после объявления независимости Украины по инициативе бизнесмена Бобровского из польской фирмы «Энергополь», работавшей во Львове.
Работы шли медленно из-за противодействия местных властей. Возмущение украинской стороны вызывала надпись про «польских освободителей», а также скульптурный «Меч-щербец». Зазубрины на мече, по легенде, появились, когда вступающий в Киев со Святополком Болеслав Храбрый ударил мечом по поднятой решетке Золотых ворот в Киеве.
Конфликт удалось смягчить благодаря поддержке, оказанной польским правительством украинской оппозиции во время «Оранжевой революции» 2005 г. Тем не менее, для его окончательного урегулирования потребовалось вмешательство президента Украины Виктора Ющенко.
24 июня 2005, в ходе церемонии с участием президентов Польши и Украины, на Лычаковском кладбище были открыты мемориалы погибшим воинам армии Западно-Украинской народной республики и «Мемориал орлят».
| На плите мемориала, расположенной в центре польских захоронений, сделана надпись на польском языке: Tu leży żołnierz polski poległy za Ojczyznę (Здесь лежит польский солдат, погибший за Родину) На портале прежнего мемориала было написано по-латыни: Mortui sunt ut liberi vivamus (Они умерли, чтоб мы жили свободно) |